# 園石

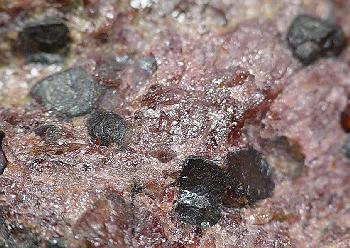
園石（左下）、紅亜鉛鉱と緑マンガン鉱を伴う

園石（そのせき、 Sonolite）は、1963年に発表された日本産新鉱物で、九州大学の鉱物学者吉永真弓により、京都府相楽郡和束町の園マンガン鉱山から発見された。 化学組成はMn2+9(SiO4)4(OH,F)2で、単斜晶系。ヒューム石グループの単斜ヒューム石（Clinohumite）サブグループに属し、単斜ヒューム石のマグネシウムをマンガンで置き換えた組成の種である。発見地の鉱山名から命名された。
1982年に承認されたジェリーギブス石（斜方晶系）は園石の同質異像である。